# 옥시에 IF
옥시에 IF(스웨덴어: Oxie Idrottsförening)는 스웨덴 스코네주 말뫼시 옥시에를 연고로 하는 축구단이다. 1946년에 설립되어 2012년에 해체되었다.